# Am1660
AM1660은 미국 뉴저지의 저지 시티에 방송 라이센스를 가지고 있으며, 뉴욕 대도시권을 권역으로 하는 한국어 라디오 방송이다.
방송 스튜디오는 본사 베이사이드와 지사 포트리, 맨해튼에 위치해 있다. 브랜드명 역시 '에이엠 일육육공'이라고 부른다.
AM1660은 2015년 1월에 AM 1660kHz를 통해 시험방송을 시작했고, 같은 해 5월에 개국행사를 하였다.
2016년 현재 미동부의 뉴욕, 뉴저지, 커네티컷, 팬실배니아 지역에 한국어로 매일 방송 서비스를 제공하며, 홈페이지에서 최신 동포사회 뉴스를 접할 수 있으며, 지역에 관계없이 실시간으로 방송도 청취할 수 있다.

## 채널 정보
- 주파수 AM 1660 kHz, 콜사인 WWRU, 출력 10kW